# Tam Mỹ Đông
Tam Mỹ Đông là một xã thuộc huyện Núi Thành, tỉnh Quảng Nam, Việt Nam.

## Địa lý
Xã Tam Mỹ Đông nằm ở phía nam huyện Núi Thành, có vị trí địa lý:
- Phía đông giáp xã Tam Nghĩa
- Phía tây giáp xã Tam Mỹ Tây
- Phía nam giáp tỉnh Quảng Ngãi
- Phía bắc giáp thị trấn Núi Thành và xã Tam Hiệp.

Xã Tam Mỹ Đông có diện tích 17,27 km², dân số năm 2019 là 6.464 người, mật độ dân số đạt 374 người/km².

## Hành chính
Xã Tam Mỹ Đông được chia thành 6 thôn: Trà Tây, Đa Phú 1, Đa Phú 2, Phú Quý 1, Phú Quý 2, Phú Quý 3.